# Jacques (prénom)
Pour les articles homonymes, voir Jacques.
Jacques est un prénom masculin français. Il est fêté le 25 juillet.

## Étymologie
Jacques est issu du latin Iacobus, emprunté au grec Iakôbos, de Iacôb, transcription de l'hébreu Ya'aqov. Il signifie traditionnellement « celui qui talonne » et par extension « celui qui supplante », par dérivation du mot 'aqev « talon ».

## Histoire
La signification de ce nom trouve son origine dans l'épisode de la naissance de Jacob, dans l'Ancien Testament : Son frère Ésaü naquit le premier, « (Jacob) sortit aussitôt, et il tenait de sa main le pied de son frère. C'est pourquoi il fut nommé Jacob » (Genèse, XXV, 25).
Jacques est répandu dans la France du Moyen-Âge, surtout à partir du XIIIe siècle, et le reste jusqu'au XIXe siècle. En faveur jusqu'aux années 1960, il est abandonné par la suite. Il devient rare après 1990.
Jacquet était au Moyen Âge le nom donné aux pèlerins de Saint-Jacques-de-Compostelle[réf. nécessaire].

## Fête et saint patron
Jacques de Zébédée, ou Jacques le Majeur, Apôtre de Jésus-Christ, au Ier siècle. fête le 25 juillet.

## Occurrence
En 2022, environ 228 000 Français portent ce prénom. Son année record d'attribution est 1946 avec 15 407 naissances. 2022 a vu naître 128 Jacques.

## Nom commun
Le nom commun dérive, en principe, du prénom. Parfois, les deux variantes orthographiques (avec ou sans majuscule) existent.
- Le mot jacques est un sobriquet donné anciennement aux paysans par les nobles et les bourgeois (d'où l'expression « faire le jacques »). Il est parfois écrit avec une majuscule[réf. nécessaire].
- Le mot jacques  désignait aussi les paysans révoltés lors de jacqueries et notamment les partisans de Jacques Bonhomme (de son vrai nom Guillaume Caillet) au XIVe siècle. Il y a toujours un « s », même au singulier[réf. nécessaire].
- jacques désigne la pince-monseigneur dans l'argot des voleurs[réf. nécessaire].

## Variantes
- allemand : Jakobus
- anglais : James, Jim, Jimmy
- arabe : يعقوب (Yaʿqūb)
- arménien : Հակոբ (occidental Hagop, oriental Hakob)
- azéri : Yaqub
- basque : Jakes, Jakobe, Jakue
- breton : Jakez, Jalm.
- catalan : Jaume,
- coréen : 야곱 (Yagop)
- corse : Giacumu, Ghjacumu (selon la région)
- croate : Jakov, Jakob ; Jaša (diminutif)
- danois : Jakob et Jacob
- espagnol : Jacobo, Jaime, Yago, Santiago" iero et Diego.
- espéranto : Jakobo
- estonien : Jakob, Jaakob, Jaagup, Jaak
- féroïen : Jákup
- finnois : Jaakob
- français : Jacques, Jacob, James
- frioulan : Jacun
- galicien : Xácome, Iago, Diego, Xacobe, Xaime, Santiago et Tiago
- grec : Ιάκοβος (Iákovos)
- géorgien : იაკობი (iakobi)
- hébreu : יעקב (Ya'aqov)
- hongrois : Jakab
- irlandais : Séamus
- islandais : Jakob
- italien : Giacobbe, Giacomo, Jacopo
- japonais : ヤコブ (Yakobu)
- latin : Iacobus, Iacomus
- letton : Jēkabs
- lituanien : Jokūbas
- maltais : Ġakbu, Jakbu
- néerlandais : Jacobus, Jakobus, Jaap, Kobus, Jaak, Sjaak, Koos
- occitan : Jacme et Jaume
- picard : Jaques
- poitevin : Jhame/Jhamét, Jhaque/Jhaquét ; féminin : Jhaméte, Jhaquéte
- polonais : Jakub et Kuba,
- portugais : Jacó, Jaime, Iago, Santiago, Tiago et Diogo, de la même contraction du castillan.
- provençal : Jacme, Jaume
- roumain : Iacob, Iacov
- russe : Яков (Yakov), Яша (Yacha) (hypocoristique)
- serbe : Јаков (Yakov) ; Јаша (Yasha) (hypocoristique)
- slovaque : Jakub ; Kubo, Kubko (hypocoristique), Jakubko (hypocoristique)
- slovène : Jakob ; Jaka (hypocoristique)
- suédois : Jakob
- syriaque : ܝܰܥܩܽܘܒ (Yaqub)
- tchèque : Jakub, Jakoubek (hypocoristique), Kuba (hypocoristique), Kubík (hypocoristique), Kubíček (hypocoristique), Kubas (hypocoristique), Kubes (hypocoristique), Kubis (hypocoristique), Kubi (hypocoristique)
- turc : Yakup
- ukrainien : Яків (Yakiv)

- Hypocoristiques français : Jacot, Jacquot, Jacquou, Jachet, Jacquet, et aussi Jacky, Jackie (mixte)[2]
- Formes féminines françaises : Jacotte, Jaqueline, Jacquine, Jacquette, Jackeline, Jacki et aussi Jackie[6].